# Montdidier, Somme
Montdidier là một xã ở tỉnh Somme, vùng Hauts-de-France, Pháp.
Thị trấn có diện tích 12,58 km2, dân số năm 2004 là 6029 người. Khu vực này có độ cao trung bình 97 m trên mực nước biển.
Thị trấn này tọa lạc trên đường D935, khoảng 20 dặm Anh về phía đông bắc của Amiens, trong khu vực 'Santerre'.

## Dân số
| ! 1926                                                       | 1931 | 1936 | 1946 | 1954 | 1962 | 1968 | 1975 | 1982 | 1990 | 1999 | 2004 |
| ------------------------------------------------------------ | ---- | ---- | ---- | ---- | ---- | ---- | ---- | ---- | ---- | ---- | ---- |
| 4706                                                         | 4305 | 4278 | 4399 | 4557 | 5430 | 5828 | 6204 | 6194 | 6262 | 6328 | 6029 |
| Số liệu điều tra dân số từ năm 1962, dân số không tính trùng |      |      |      |      |      |      |      |      |      |      |      |